# Mô hình Bohr

Mô hình của Rutherford–Bohr về nguyên tử hydro hay một ion tương tự hydro, nơi điện tính âm electron được trộn lẫn trong vật chất mang điện tích dương. Nếu một điện tử bị xê dịch thì nó sẽ bị kéo về vị trí ban đầu. Điều này làm cho nguyên tử trung hòa về điện và ở trạng thái ổn định.

Trong vật lý nguyên tử, Mô hình nguyên tử của Bohr mô tả nguyên tử gồm một hạt nhân nhỏ, mang điện tích dương có các electron di chuyển xung quanh trên các quỹ đạo tròn - tương tự cấu trúc của hệ Mặt Trời nhưng lực hấp dẫn được thay bằng lực tĩnh điện. Đây là mô hình cải tiến của mô hình mứt mận (Plum pudding model, 1904) và mô hình Rutherford (1911). Nhiều tài liệu còn gọi mô hình Bohr là mô hình Rutherford-Bohr.
Mô hình này được đề xuất bởi Niels Bohr năm 1913. Mô hình này đã giải thích rất thành công công thức Rydberg về các vạch quang phổ của nguyên tử hydro.